# Lo Sentinella
Lo Sentinella és una muntanya de 2.613 metres que es troba al municipi d'Alins, a la comarca del Pallars Sobirà.